# Fàbrica Casaramona

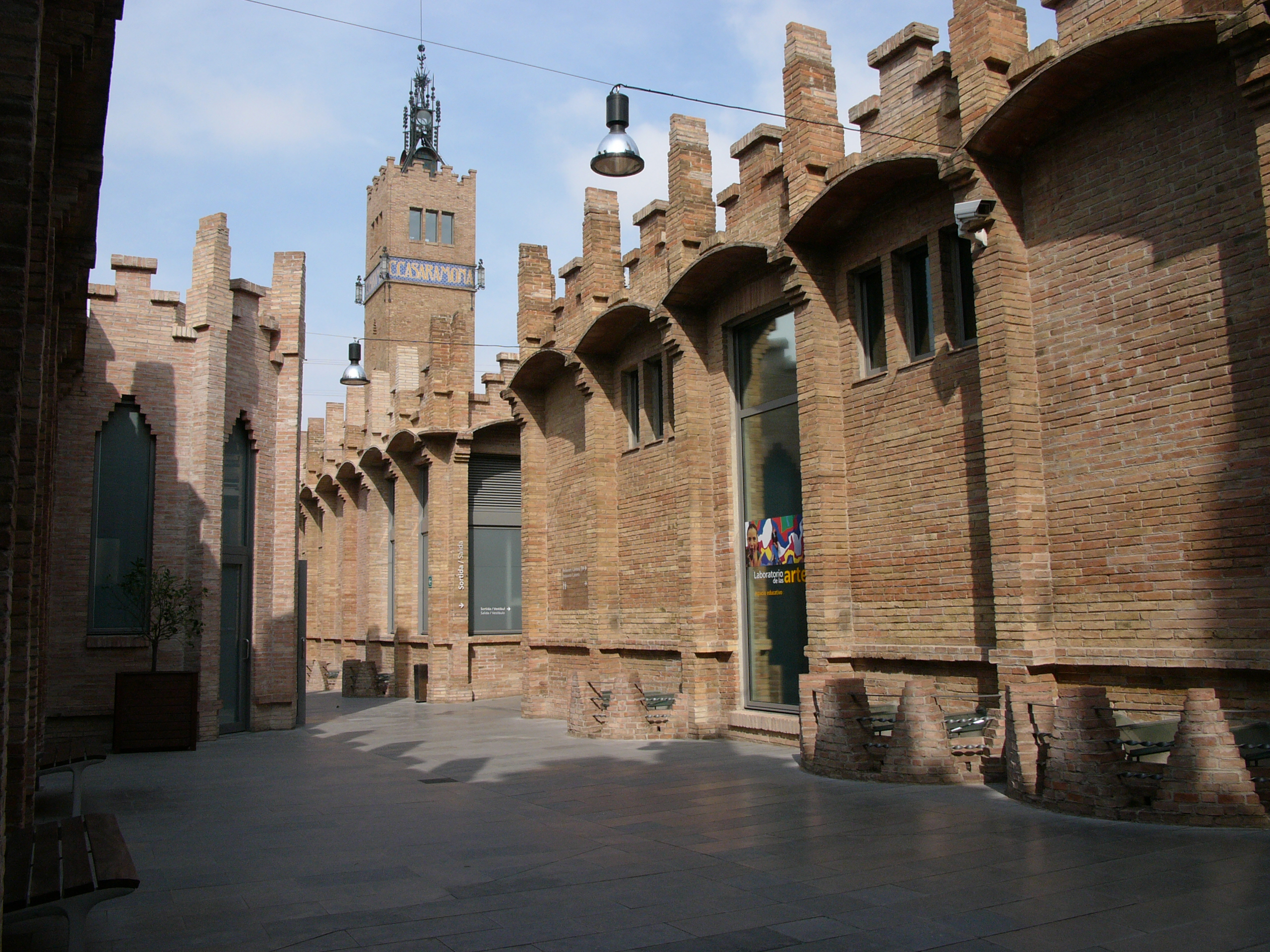
Aspetto attuale della fábrica Casaramona.

La fábrica Casaramona è un edificio modernista costruito tra il 1909 e il 1912, situato alle falde di Montjuïc a Barcellona. Dal 2002 costituisce la sede di CaixaForum Barcelona.

## Costruzione della fabbrica
L'edificio era la fabbrica di Casimir Casaramona y Puigcercós, industriale del cotone, specializzato nella confezione di coperte e asciugamani, fu costruita in sostituzione dell'antica fabbrica andata distrutta in un incendio.
Casaramona incaricò del progetto Josep Puig i Cadafalch, uno dei principali architetti del modernismo catalano, il quale realizzò una fabbrica modello, una costruzione orizzontale, costituita da un insieme di navate a pianta rettangolare che facilitavano lo spostamento delle mercanzie attraverso un sistema di strade interne che serviva anche come sistema tagliafuoco, un sistema simile fu utilizzato nella costruzione dell'Hospital de Sant Pau.
Dalla costruzione spuntavano due torri, che servivano come deposito dell'acqua in caso d'incendio, erano uno dei più moderni sistemi antincendio dell'epoca. La fabbrica inoltre non aveva ciminiere perché funzionava con la corrente elettrica e questo contribuiva alla sensazione generale di pulizia.
Per la costruzione fu scelto l'utilizzo del mattone a vista, seguendo il tradizionale sistema catalano di costruzione. Le forme dell'edificio sono poi state abbellite con elementi in ferro battuto, pietra e ceramica (un mosaico sulle torri riporta le iniziali del proprietario).
Si ebbe particolare attenzione per l'illuminazione, per le condizioni igieniche dei lavoratori si aprirono grandi finestre e si alzarono i tetti per inondare di luce e aria la fabbrica.
Fu immediatamente riconosciuto il suo valore architettonico, e nel 1912 vinse il primo premio del concorso annuale di edifici artistici del comune di Barcellona. Fu uno dei primissimi edifici costruiti a Montjuïc, anche se successivamente venne dimenticato dietro le nuove grandiose costruzioni della zona.

## Dagli anni '20 agli anni '70

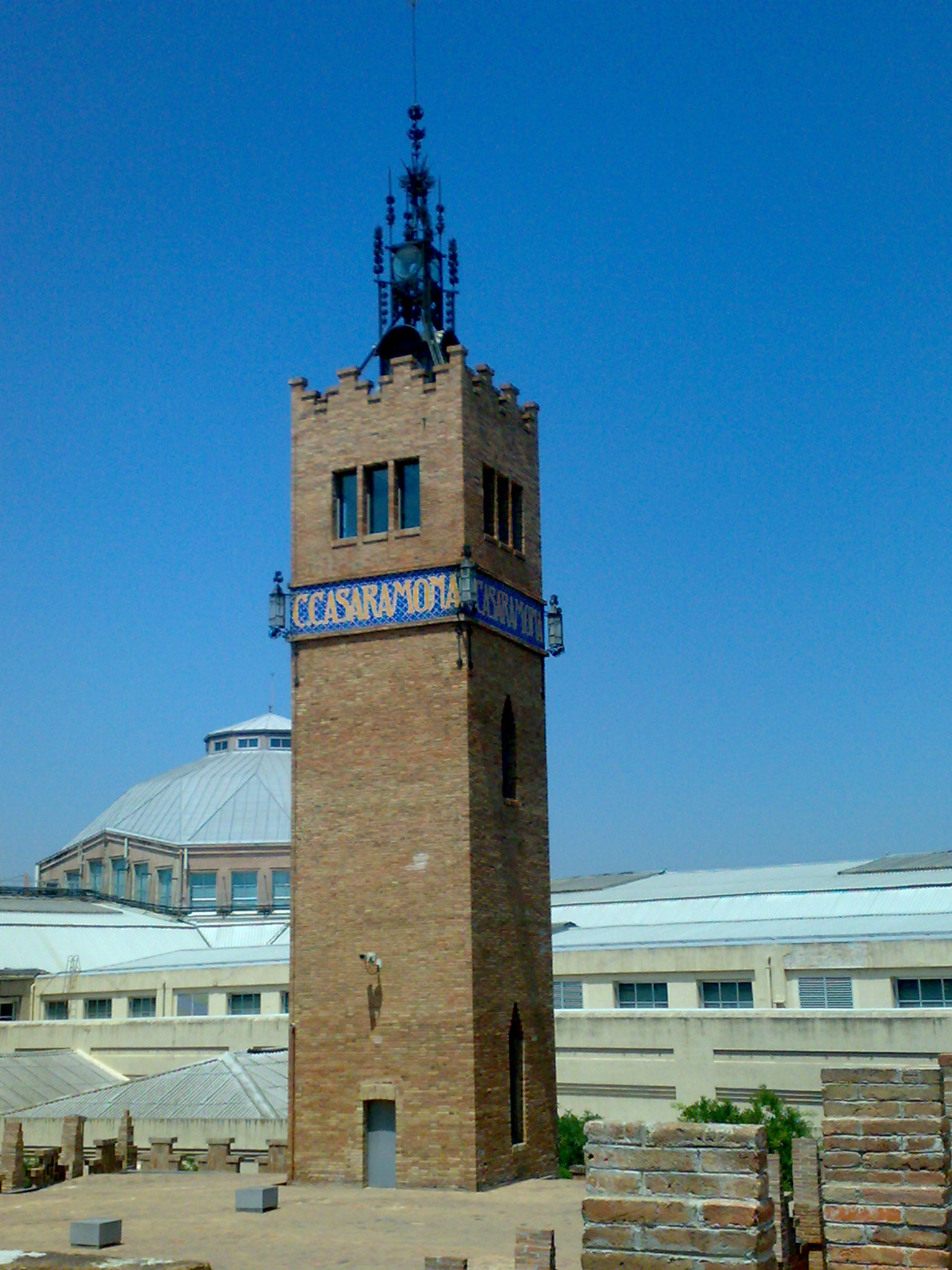
Torre della fabbrica, ex deposito dell'acqua.

La produzione ebbe vita breve. Dopo lo sciopero generale l'impresa fallì nel 1920. Le sue navate ospitarono i depositi dell'Esposizione Internazionale del 1929. Tra il 1940 e il 1992 l'edificio alloggiò la cavallerizza e il parco automobili del Corpo Nazionale di Polizia. Nel 1976 fu dichiarato bene di interesse culturale, subendo però tuttavia in questo periodo un forte degrado.

## La trasformazione in centro culturale
La Fondazione "La Caixa" acquistò e decise di restaurare il complesso modernizzandolo e adattandolo per usi culturali e sociali. Queste riforme portano alla formazione dell'attuale centro culturale CaixaForum a Barcellona.
Si progettò un attento restauro rispettoso dell'architettura, dei materiali, dei colori e delle tecniche. Il restaurò si realizzò in varie fasi:
- Della prima, di consolidamento e restauro, fu incaricato l'architetto specialista nel modernismo, Francisco Javier Asarta. si recuperò l'aspetto esterno originale, gli elementi decorativi in pietra, in mattone, in ferro e si eliminarono le aggiunte.
- La seconda consistette nella costruzione di un grande vestibolo sotterraneo e nell'adattamento delle navate della fabbrica in sale per esposizioni. Per questo hanno collaborato gli architetti Roberto Luna e Robert Brufau. Il loro progetto permise la conquista di 5.000 m² nel sotterraneo e la creazione di una nuova entrata.
- La terza e ultima consistette nella costruzione dell'attuale entrata, dell'auditorium, della mediateca, dei depositi e dei servizi. Arata Isozaki progettò la monumentale struttura in acciaio e vetro a forma di albero che copre l'entrata; il cortile sotterraneo fu realizzato in pietra calcarea in omaggio al Padiglione Tedesco di Ludwig Mies van der Rohe costruito per l'esposizione del 1929 proprio davanti alla fabbrica. Il rivestimento in cristallo dell'entrata intende creare una sensazione di continuità tra il vestibolo e il cortile.

Nel vestibolo si possono contemplare due opere emblematiche: l'affresco murale di Sol LeWitt concepito per il nuovo centro culturale e la nuvola di neon che Lucio Fontana realizzò per la Triennale di Milano del 1953